# Aboubacar Diallo
Pour les articles homonymes, voir Diallo.
Aboubacar Diallo est un boxeur guinéen né le 12 janvier 1976.

## Carrière
Aboubacar Diallo obtient la médaille d'argent dans la catégorie des poids super-légers aux Jeux africains de 1995 à Harare, perdant en finale face au Tanzanien Haji Ally. Il participe ensuite aux Jeux olympiques d'été de 1996 à Atlanta, perdant dès le premier tour contre Nurhan Süleymanoğlu.